# ВЕС Белвінд
ВЕС Белвінд (фр. Bligh Bank 1, фр. Belwind) — бельгійська офшорна вітроелектростанція у Північному морі.
Місце для розміщення ВЕС обрали на банці Блай, за 46 км від Зеєбрюгге. В період з вересня 2009 по лютий 2010 року плавучий кран Svanen встановив тут 56 монопаль (для 55 турбін та офшорної трансформаторної станції). При довжині від 40 до 65 метрів палі важили від 250 до 500 тонн та заглиблювались під морське дно на 34 метри. Перехідні елементи, на які потім монтуються башти вітроагрегатів, встановлювало самопідіймальне судно JB-114. За один рейс воно транспортувало та монтувало три елементи довжиною 25 метрів та вагою 160 тонн кожен. Після цього останнє судно змонтувало власне вітрові турбіни.
Спорудження трансформаторної підстанції провів плавучий кран Taklift 4. Підстанція вагою 1175 тонн була виготовлена на верфі у Hoboken та доставлена на місце монтажу на баржі. Прокладання головного експортного кабелю довжиною 52 км, розрахованого на роботу під напругою 170 кВ, провело кабелеукладальне судно Nexans Skagerrak. Крім того, облаштована наземна ділянка довжиною 3 км.
Для станції обрали вітрові турбіни данської компанії Vestas типу V90/3000 одиничною потужністю 3 МВт та діаметром ротора 90 метрів. Їх встановили в районі з глибинами моря від 18 до 33 метрів на баштах висотою 72 метри.
Проект, введений в експлуатацію в грубні 2010-го, коштував 660 млн євро.